# Distrikt Marcapata
Der Distrikt Marcapata liegt in der Provinz Quispicanchi der Region Cusco in Südzentral-Peru. Der Distrikt wurde am 20. Januar 1869 gegründet. Er hat eine Fläche von 1687,91 km². Beim Zensus 2017 lebten 4307 Einwohner im Distrikt. Im Jahr 1993 lag die Einwohnerzahl bei 4805 im Jahr 2007 bei 4520. Die Distriktverwaltung befindet sich in der 3677 m hoch gelegenen Ortschaft Marcapata mit 679 Einwohnern (Stand 2017). Marcapata liegt etwa 70 km östlich der Provinzhauptstadt Urcos. 

## Geographische Lage
Der Distrikt Marcapata liegt im Südosten der Provinz Quispicanchi. Der Distrikt erstreckt sich über das obere Einzugsgebiet des Río Araza, einem linken Nebenfluss des Río Inambari, an der östlichen Nordflanke der Cordillera Vilcanota. 
Der Distrikt Marcapata grenzt im Westen an den Distrikt Ocongate, im äußersten Nordwesten an den Distrikt Kosñipata (Provinz Paucartambo), im Norden und Nordosten an den Distrikt Camanti, im Südosten an die Distrikte Ollachea und Corani (beide in der Provinz Carabaya) sowie im Süden an den Distrikt Pitumarca (Provinz Canchis). 

## Wallfahrt
Marcapata ist ein Ausgangspunkt der Wallfahrt zum Señor de Quyllurit'i, bei der an den Hauptwallfahrtstagen bis zu 60.000 Pilger unterwegs sind.